# Louis Vallon
Louis Vallon est un homme politique français, né le 12 août 1901 à Crest (Drôme) et mort le 1er mars 1981 à Paris. D'abord membre de la SFIO et du Parti socialiste de France avant la Seconde Guerre mondiale, il est par la suite, en tant que gaulliste de gauche, membre fondateur du RPF, de l'Union démocratique du travail puis de l'UDR. Il est député RPF de 1951 à 1955 puis UDT de 1962 à 1967 et enfin UDR de 1968 à 1973.

## Biographie
Polytechnicien (X1921), Louis Vallon adhère aux Jeunesses socialistes et en 1923, à la SFIO, où il soutient Pierre Renaudel.
Délégué à la propagande de la Fédération SFIO de la Drôme, il est candidat de la SFIO aux élections législatives de 1932 dans la circonscription de Die mais est battu par son adversaire du parti radical, Léon Archimbaud. En 1933, Louis Vallon quitte la SFIO et adhère au Parti socialiste de France-Union Jean Jaurès de Marcel Déat. Il est alors l'un des signataires du « plan du 9 juillet 1934 » au côté de jeunes fonctionnaires, des membres de la SFIO, du Parti radical, des néo-socialistes et des Croix-de-Feu, sous l'autorité de Jules Romains, pour proposer au Parlement un programme de « redressement national ». Il écrit alors un livre intitulé Le socialisme expérimental.
En février 1936, il démissionne du comité central du parti de Déat pour réintégrer la 5e section SFIO de la Seine. Après la victoire du Front populaire, Léon Blum le nomme à la direction des émissions économiques et sociales de la Radiodiffusion française. Très critique envers la politique économique et sociale du Front populaire, il se rapproche de la Gauche révolutionnaire et collabore aux Cahiers rouges, la revue théorique de cette tendance.
En septembre 1938, Louis Vallon se range parmi les antimunichois.
Pendant la Seconde Guerre mondiale, il est combattant dans les forces armées régulières, puis dans la Résistance intérieure puis dans les Forces françaises libres. Au début du conflit, il est rappelé avec le grade de capitaine dans une unité du génie de la ligne Maginot. Fait prisonnier après la campagne de France il est libéré en 1941 et rejoint la Résistance au sein du mouvement Libération-Nord.
Contraint de s'expatrier en Angleterre, il arrive à Londres à l'été 1942 où il se voit confier la section « politique » ou « non militaire » du Bureau central de renseignements et d'action (BCRA). Après un bref passage début 1943 au sein de la 1re DFL comme chef d'état major adjoint, il est nommé directeur des affaires économiques du Levant puis devient membre de l’Assemblée consultative provisoire d'Alger. Il fonde en mai 1944 avec Henri d'Astier de La Vigerie et René Cerf-Ferrière les commandos de France et en devient le premier chef de corps.
Il rejoint le général de Gaulle à Londres et devient directeur adjoint de son cabinet. Il dirige ensuite les « Monnaies et médailles » puis est commissaire du gouvernement près la Banque de Madagascar et des Comores. Membre du comité exécutif, puis du conseil de direction du RPF, il est délégué général du mouvement gaulliste pour la région parisienne en 1947 puis secrétaire national à l'action ouvrière et sociale.
Le 17 juin 1951, Louis Vallon entre à l’Assemblée nationale en étant élu député RPF dans le quatrième secteur de la Seine (cantons de Nogent-sur-Marne, Saint-Maur-des-Fossés, Charenton-le-Pont, Ivry-sur-Seine, Sceaux, Villejuif et Vanves).
Après la dissolution du RPF, Louis Vallon ne rejoint pas le groupe de l'URAS et siège parmi les non-inscrits. En novembre 1955, il propose la création d'un « Front populaire » incluant les communistes, marquant ainsi son réengagement à gauche. Il s'était déjà indigné deux années plus tôt de l'interdiction faite à des candidats communistes de se présenter à l'ENA, y voyant une sorte de maccarthysme « à la française », et avait voté contre la levée de l'immunité parlementaire de Jacques Duclos.
Louis Vallon tente de se faire réélire lors des élections législatives du 2 janvier 1956 en menant une liste d'action républicaine et socialiste pour l'union des gauches. Il est nettement battu, ne récoltant que 1 % des suffrages exprimés, arrivant en avant-dernière position des treize listes qui s'étaient présentées.
Il est alors réintégré dans l'administration des finances et publie en 1958 La France fait ses comptes, aux Presses universitaires de France, avec une préface de Pierre Mendès France. Au cours de l'été 1958, il cosigne avec Léo Hamon, Philippe Dechartre, Jacques Debû-Bridel un manifeste intitulé Des hommes de gauche parlent aux hommes de gauche et appelle à soutenir l'action du général de Gaulle.
En 1959, il fonde l'Union démocratique du travail,(UDT) avec René Capitant, Yvon Morandat et Jean de Lipkowski. Il est nommé dans la même période membre du Conseil économique et social.
De 1962 à 1967, il est député UNR-UDT de la 10e circonscription de Seine-et-Oise, l'Union démocratique du travail ayant fait le choix de s'associer au mouvement gaulliste majoritaire, l'Union pour la nouvelle République (UNR) afin de présenter des listes communes et d'en constituer l'aile gauche. Spécialiste reconnu des comptes publics, il est alors rapporteur général de la commission des Finances de 1962 à 1967. En 1965, il présente un amendement – l’amendement Vallon – qui introduit le principe de la participation des travailleurs aux plus-values en capital des entreprises, réforme dont ni la gauche traditionnelle, ni Pompidou ne voulaient. Il défend alors, avec le soutien du général de Gaulle (« Réveillez-vous, ou je sors mes gaullistes de gauche ! »), une ligne progressiste d'association du capital et du travail, réforme économique et sociale qui doit selon son courant achever la rénovation politique et institutionnelle entamée en 1958. L'ordonnance de 1967 relative à la participation et le référendum de 1969 constituaient les premières réalisations de ce projet.
De 1968 à 1973, il est député UDR de la 25e circonscription de Paris. Une vive animosité personnelle et politique l'oppose alors à Georges Pompidou, dont il avait été l'ami. Pompidou ne voyait pas l'intérêt de cette participation (« Ils ont farci la tête du Général avec leurs billevesées ») et considérait notamment qu'il avait joué un rôle dans l'affaire Markovic, Vallon lui reprochant d'orienter le gaullisme vers le conservatisme. Il n'hésite pas à affirmer : « Le gaullisme représente fondamentalement la quête de l'intérêt général, l'idée de progrès, le dépassement des corporations du conservatisme sous toutes ses formes. Le vrai gaullisme est à gauche. »
Dans son livre, L’Anti-de Gaulle, publié en octobre 1969 aux éditions du Seuil, Louis Vallon tient Georges Pompidou pour l'un des responsables du rejet du référendum du 28 avril 1969 qui avait abouti à la démission de la présidence du général de Gaulle. Affichant une constante hostilité à l'égard de Georges Pompidou, Louis Vallon est alors exclu du Bureau politique du groupe UDR. Les gaullistes de gauche se détachent de plus en plus de la majorité de l'UDR dont ils n'approuvent plus la politique, mais n'arrivent pas à refaire leur unité et s'éparpillent en plusieurs mouvements travaillistes.
En 1974, Louis Vallon appelle à voter au second tour pour François Mitterrand car, selon lui, « les forces sociales de qui ont naguère fait Vichy sont hostiles à François Mitterrand et sont favorables à son adversaire. C'est clair. Les hommes de gauche dont tous les Gaullistes de gauche doivent voter François Mitterrand avec la masse des salariés et des hommes de progrès. » Sept ans plus tard, il appelle de nouveau à voter Mitterrand, considérant que celui-ci s'est rallié aux institutions de la Ve République.
Louis Vallon meurt le 1er mars 1981, deux mois et demi avant la victoire du candidat socialiste à l'élection présidentielle de 1981.

## Vie de famille
Il a épousé Suzanne Braun, ophtalmologiste juive, avec qui il n'aura pas d'enfants. Divorcés après quelques années, il lui propose de se remarier pour la protéger contre les lois raciales du régime de Vichy et ils terminent leur vie ensemble. Par sa femme, il est le beau-frère de Madeleine Braun, première femme vice-président de l'Assemblée nationale, et le cousin de Geneviève Zadoc-Kahn, régisseuse des concerts Musigrains, et de Maurice Franck, compositeur et chef d'orchestre.

## Ouvrages
On lui doit notamment :
- Socialisme expérimental, 1936
- Salaires et Niveaux de vie, 1938
- Le dilemme français, Denoël, 1951
- L’Histoire s’avance masquée, Julliard, 1957
- La France fait ses comptes, Presses universitaires de France, 1959 (préface de Pierre Mendès France)
- Le Grand dessein national, Calmann-Lévy, 1964
- L'anti-de Gaulle, Seuil (L'Histoire immédiate), 1969
- De Gaulle et la démocratie, 1973.